# Conus mucronatus segondensis
Conus mucronatus segondensis is een ondersoort van de zeeslakkensoort Conus mucronatus, uit het geslacht Conus. De slak behoort tot de familie Conidae. Conus mucronatus segondensis werd in 2008 beschreven door Fenzan. Net zoals alle soorten binnen het geslacht Conus zijn deze slakken roofzuchtig en giftig. Zij bezitten een harpoenachtige structuur waarmee ze hun prooi kunnen steken en verlammen.